# Ngaire Lane
Ngaire Lane (po mężu Galloway; ur. 31 października 1925 w Cambridge, zm. 9 lipca 2021 w Nelson) – nowozelandzka pływaczka, olimpijka.
Juniorska mistrzyni kraju z 1940 na 50 i 100 jardów stylem dowolnym oraz 50 jardów stylem grzbietowym.
Od 1943 do 1949 zostawała mistrzynią kraju na różnych dystansach, kilkakrotnie pobijając rekordy Nowej Zelandii. Niedługo potem zakończyła karierę.
W 1948 wystąpiła na igrzyskach olimpijskich jako jedyny pływak z Nowej Zelandii i jako jedyna kobieta z tego kraju. Tydzień przed rozpoczęciem zawodów przeziębiła się oraz zachorowała na anginę. Mimo to przystąpiła do rywalizacji na 100 m stylem grzbietowym. W pierwszej rundzie zmagań zajęła 2. miejsce w swoim wyścigu eliminacyjnym z czasem 1:18,8 s, który dał jej awans do półfinału. Tam jednak odpadła po tym, jak uplasowała się na 7. pozycji w swoim wyścigu półfinałowym z czasem 1:19,0 s.
Była ostatnim żyjącym reprezentantem Nowej Zelandii na igrzyskach olimpijskich w 1948. 
Jej wnuczka, Gina Galloway, także jest pływaczką.